# マンスプレッディング

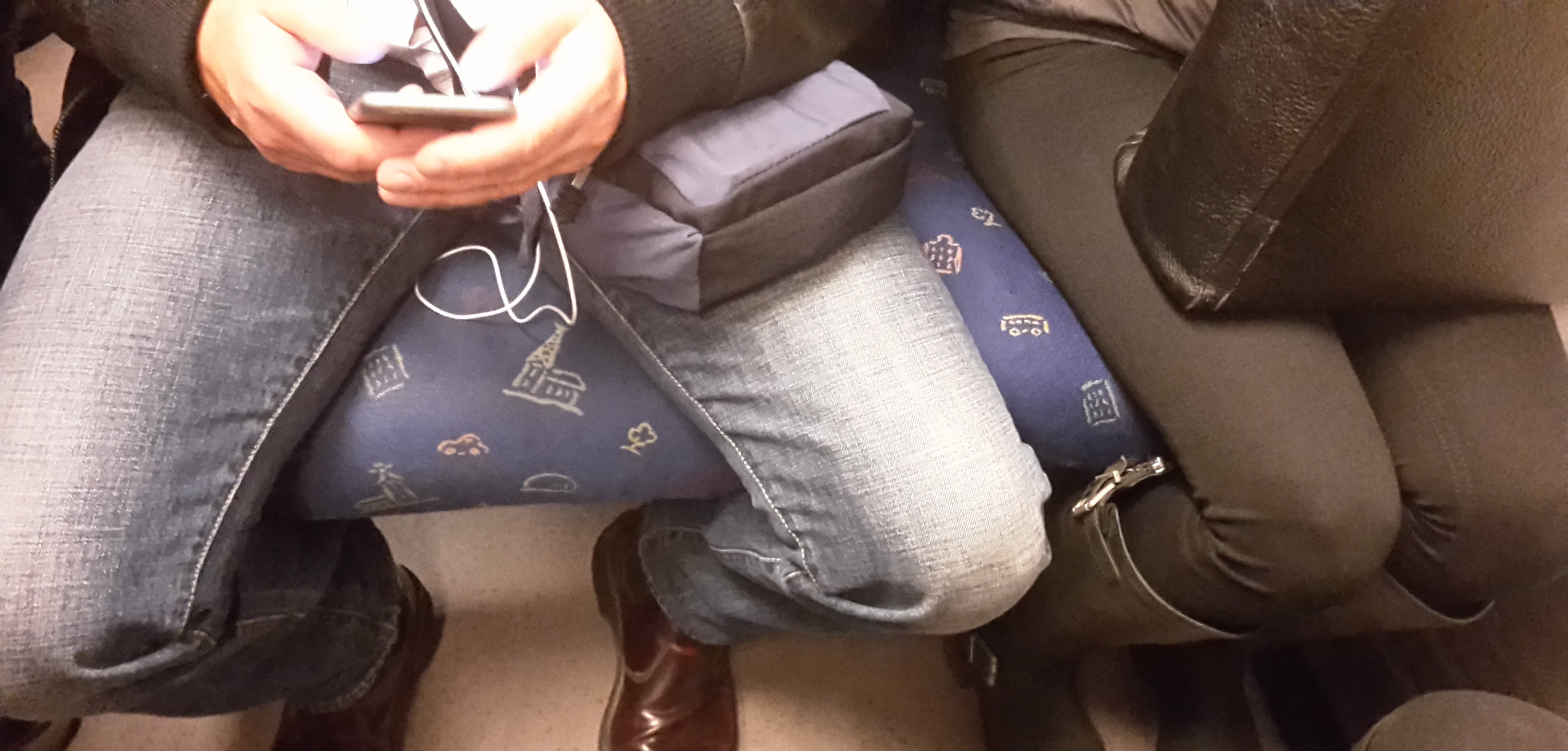
公共交通機関で「マンスプレッディング」を行う男性

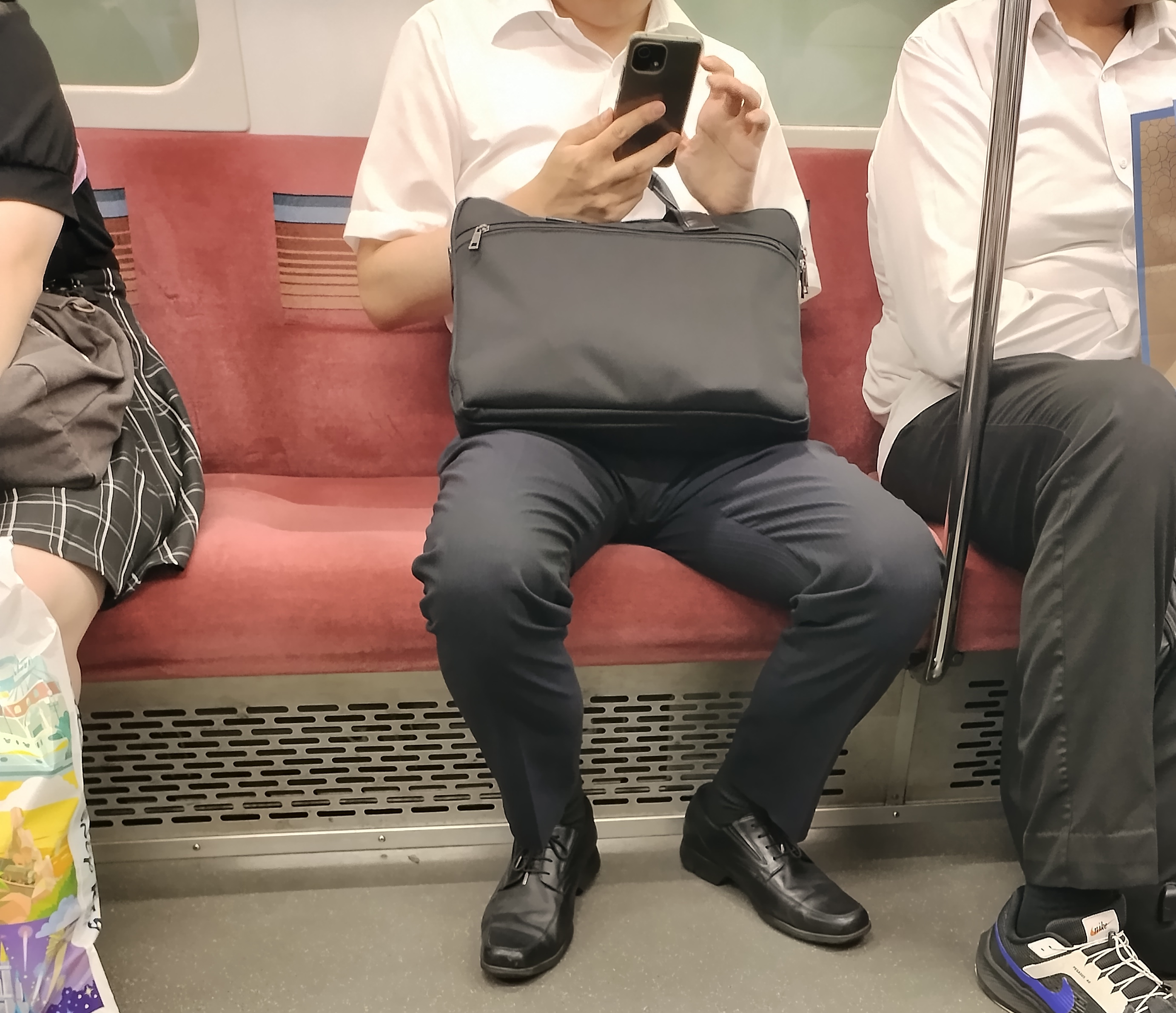
マンスプレッディングにより隣の席が狭くなっている（東京メトロ東西線）

マンスプレッディング（英語: Manspreading）とは、「男」を意味する「man」（マン）と「開く」を意味する「spread」（スプレッド）をかけ合わせたかばん語。マン・シッティング（英語: Man-sitting）とも呼ばれる。
公共交通機関において男性が開脚座りを行うことを指し、これによって複数の座席を占有することになる。この姿勢と「manspreading」という言葉はインターネット上でいくつもの論争を引き起こし、アメリカ合衆国、イギリス、カナダ、トルコでは討論になっている。この言葉は、2013年にソーシャルメディアのウェブサイト「Tumblr」において開始されたフェミニストの反マンスプレッディング・キャンペーンの公開討論の場で最初に登場した。2015年8月に『オックスフォード英語辞典』に収録されるまで、言葉の有用性が確立されていなかった。

## 起源
「manspreading」は2015年8月にOxfordDictionaries.comにおいて正式に認められた言葉である。

## 公共交通機関管理局
ニューヨーク都市圏のメトロポリタン・トランスポーテーション・オーソリティ（MTA）とシアトルのサウンド・トランシットはバスや電車の混雑により、他の乗客が立たなければならない場合に行儀の良い姿勢で座るように促すポスターを作成している。MTAのキャンペーンには「Dude, stop the spread please! 」（おい、どうか開かないでくれよ）というスローガンも含まれる。

## 論争
マンスプレッディングは立たなければならない他の乗客に対して無礼で配慮に欠けるとする批判がある一方、空席がたくさんある時にもmanspreaders（マンスプレッダーズ）たちに公の辱めを与えているという批判もある。
このことは生理的な問題ではないかと指摘されることもあるが、足を閉じて座ることで生殖機能が低下する可能性に対しては、30分程度の乗車ではまったく影響ないと専門家は指摘している。
マンスプレッディングを目撃して不快に感じた人々がそのシーンを撮影してインターネット上に画像を公開するケースが確認されている一方、地下鉄やバスなどの交通機関で撮影された「マンスプレッダーズ」の写真を掲載するのは公の屈辱あるいは恥辱にあたるという批判もある。